# 澤本和延

澤本 和延（さわもと かずのぶ、1967年（昭和42年） - ）は細胞学者。専門は神経科学。名古屋市立大学医学(系)研究科(研究院)教授。東京大学医学博士。2004年、慶應義塾大学医学部三四会受賞。

## 学歴
- 明治大学農学部卒業
- 東京大学大学院医学系研究科博士課程修了

## 職歴
- 筑波大学助手
- 慶應義塾大学医学部専任講師
- 慶應義塾大学医学部助教授
- 名古屋市立大学大学院・医学研究科教授

## 専門分野
- 発生・成長の生理
- 細胞生物学

## 研究テーマ
- 成体脳における神経細胞新生・移動のメカニズム
- 脳梗塞モデル動物における神経細胞の再生
- 生物の形態形成における繊毛運動と液流発生のメカニズムと意義

## 受賞歴
- 1996年度　Young Investigator Award（筑波大学大学院医学研究科）
- 1998年度　井上研究奨励賞（財団法人井上科学振興財団）
- 2004年度　日本神経科学学会奨励賞（日本神経科学学会）
- 2004年度　三四会奨励賞（慶應義塾大学医学部三四会）
- 2006年度　日本神経化学会最優秀奨励賞（日本神経化学会）
- 2006年度　医学研究奨励（慶應義塾医学振興基金）
- 2006年度　日本学術振興会賞（日本学術振興会）
- 2007年度　科学技術分野の文部科学大臣表彰（若手科学者賞）（文部科学省）
- 2011年度　第80回北里記念式北里賞（北里柴三郎記念賞）

## COE分担課題と研究活動
澤本らは、成体の脳に存在する幹細胞による神経細胞の産生機構を明らかにし、発生・再生医学へ貢献することを目指した研究を推進している。これまでに、エネルギー代謝特性に大きな変動が生じると考えられる低酸素状態における幹細胞・前駆細胞の動態をin vivoで解析するため、長期間生存可能なマウスの中大脳動脈閉塞モデルとcre-loxPシステムを用いた神経細胞標識法を開発し、脳室壁付近の「脳室下帯」に存在する神経幹細胞が虚血刺激によって活性化し、新生ニューロンが梗塞部位へ移動することを示した。グローバルCOEプログラムにおいては、このin vivo解析システムと様々なin vitro培養系を併用して、低酸素状態における神経幹細胞およびそこから生まれる神経細胞の動態を詳細に解析する。新たなモデル生物としてゼブラフィッシュを導入し、成魚脳内を移動する神経細胞の可視化と、遺伝学的手法による神経細胞新生の制御機構の解明に取り組む。さらに、よりヒトに近いコモンマーモセットを用いて、霊長類成体脳の脳室下帯における神経細胞新生と虚血後の再生について検討する。

## 主論文
- 「An evolutionarily conserved marker for CNS progenitor cells including neural stem cells」（Neurosci、共著）
- 「Generationn of dopaminergic neurons in the adult brain from mesencephalic precursor cells labeled with a Nestin-GFP transgene」（Neurosci、共著）

## 現在の研究内容
- 2015年4月1日～2017年3月31日
- 細胞死を起点とする生体制御ネットワークの解明
- 名古屋市立大学